# Nikola Vlahović
Nikola Vlahović, novinar, rođen je 10. decembra 1956. godine u Herceg Novom. Član je Nezavisnog udruženja novinara Srbije.

## Karijera
Urednik je specijalnih izdanja dvonedeljnog magazina „Tabloid.“

## Spoljašnje veze
- Časopis Tabloid